# Le Prisonnier récalcitrant (film, 1900)
Pour plus de détails, voir Fiche technique et Distribution.
Le Prisonnier récalcitrant est un film de Georges Méliès sorti en 1900 au début du cinéma muet.